# Greg Jones
Pour les articles homonymes, voir Jones.
Greg Jones, né le 3 décembre 1953 à Tahoe City, est un ancien skieur alpin américain, spécialiste du géant.

## Palmarès

### Jeux olympiques
| Édition / Épreuve | Descente | Slalom géant | Slalom |
| ----------------- | -------- | ------------ | ------ |
| JO 1976 Innsbruck | 11e      | 9e           | 19e    |

### Championnats du monde
| Épreuve / Édition          | Descente | Slalom géant | Slalom | Combiné |
| Mondiaux 1974 Saint-Moritz | 16e      | 17e          | —      | —       |
| JO 1976 Innsbruck          | 11e      | 9e           | 19e    | Bronze  |

### Coupe du monde
- Meilleur résultat au classement général : 18e en 1976
  - 1 victoire : 1 géant

#### Saison par saison
- Coupe du monde 1975 :
  - Classement général : 19e
- Coupe du monde 1976 :
  - Classement général : 18e
    - 1 victoire en géant : Copper Mountain
- Coupe du monde 1977 :
  - Classement général : 54e